# Tadeusz Bień
Tadeusz Włodzimierz Bień (ur. 2 września 1944 w Sławicach) – polski polityk, urzędnik państwowy, poseł na Sejm X i I kadencji.

## Życiorys
Ukończył w 1968 studia na Wydziale Mechanicznym-Technologicznym Politechniki Gdańskiej. Pracował jako rzeczoznawca techniki samochodowej i ruchu drogowego oraz projektant przemysłowy. Był również kierownikiem Automobilklubu Morskiego w Gdyni, pełnił funkcję skarbnika w Polskim Związku Motorowym w Gdańsku.
Od 1976 był członkiem Stronnictwa Demokratycznego, należał do Prezydium Wojewódzkiego Komitetu SD w Gdańsku. We wrześniu 1980 wstąpił do Niezależnego Samorządnego Związku Zawodowego „Solidarność”. W 1989 uzyskał mandat posła na Sejm w okręgu gdańskim. W 1990 przewodniczył frakcji parlamentarnej SD, jednak w 1990 odszedł z partii. Uczestniczył w grupie założycielskiej Porozumienia Centrum. W 1991 ponownie został posłem z listy Kongresu Liberalno-Demokratycznego (z okręgu gdańskiego). Przez dwie kadencje zasiadał w Komisji Obrony Narodowej. Ponadto w trakcie X kadencji pracował w Komisji Polityki Społecznej, Komisji Samorządu Terytorialnego, Gospodarki Przestrzennej i Komunalnej i Komisji Nadzwyczajnej do rozpatrzenia projektów ustaw dotyczących samorządu terytorialnego. W I kadencji zasiadał natomiast również w Komisji Łączności z Polakami za Granicą. W 1992 odszedł z KLD i pozostał posłem niezrzeszonym, rok później nie ubiegał się o reelekcję.
Po wycofaniu się z działalności politycznej został urzędnikiem Najwyższej Izby Kontroli. Zajmował m.in. stanowisko zastępcy dyrektora delegatury NIK w Gdańsku. W 2010 przeszedł na emeryturę.

## Odznaczenia
- Krzyż Kawalerski Orderu Odrodzenia Polski (2009)[1]
- Honorowa Odznaka „Zasłużony Ziemi Gdańskiej” (1986)[2]
- Odznaka „Gdynia za zasługi” (1986)